# Pipistrellus papuanus
Pipistrellus papuanus (Peters & Doria, 1881) è un pipistrello della famiglia dei Vespertilionidi diffuso nell'Ecozona australasiana.

## Descrizione

### Dimensioni
Pipistrello di piccole dimensioni, con la lunghezza della testa e del corpo tra 33,9 e 50 mm, la lunghezza dell'avambraccio tra 27 e 32,2 mm, la lunghezza della coda tra 22 e 35 mm, la lunghezza del piede tra 4,5 e 9 mm, la lunghezza delle orecchie tra 7,5 e 13 mm e un peso fino a 6,3 g.

### Aspetto
La pelliccia si estende leggermente lungo gli avambracci. Le parti dorsali sono marroni scure, mentre le parti ventrali sono marroni chiare e cosparse di peli biancastri. La base dei peli è ovunque nerastra. Il muso è bruno-grigiastro e largo, con due masse ghiandolari sui lati. Gli occhi sono piccoli ma cospicui. Le orecchie sono bruno-grigiastre, strette, triangolari, ben separate tra loro, con l'estremità arrotondata e la superficie interna ricoperta di pieghe cutanee. Le membrane alari sono bruno-grigiastre. La coda è lunga ed inclusa completamente nell'ampio uropatagio, il quale è leggermente ricoperto di peli bruno-cannella.

## Biologia

### Comportamento
Si rifugia all'interno di edifici, cavità di alberi, in particolare di palme da cocco, in gruppi fino a 50 individui. Forma vivai. L'attività predatoria inizia prima del tramonto ed è spesso accompagnato da pipistrelli della specie Mosia nigrescens. È commensale dell'uomo.

### Alimentazione
Si nutre di insetti.

### Riproduzione
Le femmine danno alla luce un piccolo per due volte l'anno, con picchi tra marzo ed aprile e tra agosto e settembre.

## Distribuzione e habitat
Questa specie è diffusa in Nuova Guinea e nelle isole di Seram, Ambon, Batanta, Salawati, Isole Aru, Isole Kai, Dolak e Biak-Supiori.
Vive in ambienti antropici fino a 1300 m di altitudine.

## Conservazione
La IUCN Red List, considerato il vasto areale, la tolleranza alle modifiche ambientali e la popolazione presumibilmente numerosa, classifica P.papuanus come specie a rischio minimo (Least Concern)).